# Briganti: Das Gold des Südens
Briganti: Das Gold des Südens ist eine italienische Miniserie, die für Netflix produziert, im April 2024 veröffentlicht wurde.

## Handlung
Der Freiheitskämpfer Giuseppe Garibaldi befreit mit seinen Rothemden Sizilien von den Lehnsherren. Als „Kriegsanleihe“ nehmen die Rothemden den Goldbestand der Bank von Palermo und verstecken diesen in den Bergen der Basilikata. Süditalien, Mitte des 19. Jahrhunderts, ist zwei Jahre nach der Risorgimento ganz unter der Kontrolle von Banditen, den „Briganti“. Filomena muss flüchten, weil sie ihren Ehemann Celestino erstochen hat. Sie wird von einer pflichtbewussten Ehefrau zur skrupellosen Anführerin der Banditenbande von Pietro Monaco. Doch sie ist nicht die Einzige, die sich für dieses Leben entscheidet und kommt bald mit anderen Frauen in Kontakt. Die Frauen wollen das Gold des Südens zurückgewinnen und den Bauern wieder Hoffnung geben. Die verschiedenen Banditenbanden haben keine andere Wahl als sich zu vereinen um gegen den gemeinsamen Feind, den Italienischen Staat, zu kämpfen.

## Produktion
Im September 2021 gab Netflix den Beginn der Produktion bekannt. Die Dreharbeiten fanden in Apulien, dort in den Gemeinden Lecce, Melpignano, Altamura und Nardò statt.

## Rezeption
Oliver Armknecht vergab auf film-rezensionen.de sechs von zehn Punkten. Die Serie sehe oft kunstvoll aus und biete einiges an Themen. So viel, dass man zwischendurch gar nicht mehr wisse, was die Serie eigentlich erzählen will. Wen das nicht stört, könne sich hier ansprechend unterhalten lassen.
Isabella Wallnöfer schrieb in der Tageszeitung Die Presse, dass Briganti irgendwie alles sein wolle: Kostümschinken, Western, Actionspektakel, Heldinnenepos. Das vertrage sich besser, als man glauben würde. Es sei jedenfalls ein gut abgemischtes Abenteuer: hart im Austeilen und trotzdem leicht im Abgang.